# Tenomerga favella
Tenomerga favella är en skalbaggsart som beskrevs av Arturs Neboiss 1984. Tenomerga favella ingår i släktet Tenomerga och familjen Cupedidae. Inga underarter finns listade i Catalogue of Life.